# Луиза Фернанда (телесериал)
«Луи́за Ферна́нда» (исп. Luisa Fernanda) — венесуэльский телесериал, созданный Ксиомарой Морено и спродюсированный каналом RCTV в 1999 году.
В главных ролях Скарлет Ортис, Гильермо Перес, Дора Маццоне и Рикардо Аламо. Премьера телесериала состоялась в России 6 сентября 1999 года на «ТВ-3».

## Сюжет
Три девушки влюбляются, не задумываясь о последствиях своих страстей. Одна из них — Луиза Фернанда, богатая, капризная и избалованная девушка, которой не хватает внимания отца, Игнасио Риера, он, несмотря на то, что является одним из самых успешных адвокатов в Каракасе, является алкоголиком. Вторая — Алехандра, её подруга, которая утверждает, что нашла мужчину своей мечты по имени Фабиан, не зная, что он женат. Третья — Мириам, девушка из сельской местности, чьи родители жертвуют собой, чтобы оплачивать её учёбу в институте. Она заставляет всех верить, что богата, но дается ей это с трудом.
Луиза Фернанда влюбляется в нового преподавателя, Родольфо Арисменди. Родольфо — бойфренд профессора Алисии, коварной женщины, которая притворяется ангелом перед Родольфом, но завидует Луизе Фернанде и ненавидит её. Чтобы отомстить Алисии, Луиза Фернанда делает ставку на то, чтобы соблазнить Родольфо и забрать его у неё, но вместо этого она влюбляется в него по-настоящему. Все три девушки учатся на своих ошибках, преодолевая превратности судьбы, в конечном счете накапливая мудрость и внутреннюю силу, необходимые для обретения чистоты и силы настоящей любви.

## В ролях
- Скарлет Ортис — Луиза Фернанда Риера
- Гильермо Перес — Родольфо Арисменди
- Флавио Кабальеро — Игнасио Риера
- Крисоль Карабаль — Мириам Линарес
- Беатрис Вальдес — Динора Родригес
- Дора Маццоне — Алисия Суарес
- Энри Сото — Фабиан Сольгадо
- Дилия Вайкарам — Хуанита
- Мануэль Саласар — Висенсио
- Рикардо Аламо ― Мигель Энрике